# Tadeusz Madzia
Tadeusz Madzia (ur. 14 lipca 1933 w Wapienicy) – polski działacz społeczny i ekonomista, poseł na Sejm II kadencji, w latach 1988–1998 prezes Polskiego Związku Niewidomych.

## Życiorys
W wieku 18 lat utracił wzrok w wyniku wypadku. Ukończył kurs masażu, a w 1965 studia na Wydziale Przemysłu Wyższej Szkoły Ekonomicznej w Katowicach. Pracował w Spółdzielni Inwalidów Praca Niewidomych w Chorzowie jako szczotkarz, następnie został członkiem jej zarządu. W 1965 został kierownikiem Spółdzielni Niewidomych „Promet” w Sosnowcu, a w 1981 członkiem zarządu Centralnego Związku Spółdzielni Niewidomych. Był wiceprzewodniczącym okręgu katowickiego PZN i sekretarzem generalnym związku, a w latach 1988–1998 stał na czele władz krajowych tej organizacji. Utracił to stanowisko po ujawnieniu znacznego zadłużenia organizacji. Wchodził w skład zarządu Państwowego Funduszu Rehabilitacji Osób Niepełnosprawnych.
W 1993 uzyskał mandat posła na Sejm II kadencji. Kandydował w okręgu nr 18 z listy Polskiego Stronnictwa Ludowego. Zasiadał w Komisji Polityki Społecznej.
Żonaty, ojciec dwójki dzieci.